# Oljinka
Oljinka (en ucraniano: Ольгинка, romanizado: Olhynka; en ruso: Ольгинка, romanizado: Olguinka) es un asentamiento de tipo urbano ucraniano perteneciente al óblast de Donetsk. Situado en el este del país, hasta 2020 y después de esta fecha, Volodímirivka es parte del raión de Volnovaja y capital del municipio (hromada) homónimo.
El asentamiento se encuentra ocupado por Rusia desde marzo de 2022 en el marco de la invasión rusa de Ucrania. 

## Geografía
Oljinka se encuentra a orillas del río Suja Volnovaja, 10 km al noroeste de Volnovaja y 39 km al suroeste de Donetsk.

## Historia
El lugar de Oljinka fue mencionado por primera vez por escrito en 1779. 
El pueblo recibió el estatus de asentamiento de tipo urbano en 1938 y hasta 1959 también fue el centro del raión de Oljinka.
En la guerra del Dombás, las fuerzas ucranianas mantuvieron el control de Volodímirivka a pesar de que también hubo combates en el asentamiento el 22 de mayo de 2014 (protagonizados por la 51.ª brigada mecanizada independiente).
Desde marzo de 2022, al comienzo de la invasión rusa de Ucrania, las tropas rusas se hicieron con el control de Oljinka y pasando a estar administrada por la autoproclamada República Popular de Donetsk.

## Demografía
La evolución de la población de Oljinka entre 2001 y 2022 fue la siguiente:
| 3552                                                          | 3269 | 3140 | 3063 | 2929 |
| (Fuente: Cities & Towns of Ukraine y UKRAINE: Größere Städte) |      |      |      |      |

Según el censo de 2001, la lengua materna de la mayoría de los habitantes, el 75,23%, es el ucraniano; del 24,29% es el ruso.

## Infraestructura

### Transporte
La carretera principal N20 (Slóviansk-Mariúpol) y el oeste de la vía férrea de Donetsk a Mariúpol atraviesan la ciudad.